# ゾンビが来たから人生見つめ直した件
『ゾンビが来たから人生見つめ直した件』（ゾンビがきたからじんせいみつめなおしたけん）は、NHK総合テレビの「よるドラ」枠で2019年1月19日から3月9日まで放送された日本のテレビドラマ。連続8回。略称は「ゾンみつ」。劇作家の櫻井智也作による地方都市を舞台とした社会派ブラックコメディで、主演は石橋菜津美、その他のメインキャストに土村芳、瀧内公美。
2018年4月期の改編でスタートした『よるドラ』のシリーズのための撮り下ろしはこの作品が最初である（植物男子ベランダー2部作はNHK BSプレミアムで過去に放送されたものを実質再放送したものであるため）

## あらすじ
この項目の出典：
小池みずほ、君島柚木、近藤美佐江は、とある地方都市で一つ屋根の下で暮らすアラサー女子。ある朝、テレビでは近所の山中の施設が炎上したというニュースが流れるが、3人は意に介さない。しかしその後、街ではゾンビのようなものが発生し、彼らに噛まれた住人がゾンビ化するという事態が生じていた。
その様子に気づかないみずほは別居中の夫・小池智明と離婚に向けた話し合いをするためにファミレスに向かうが、その途中に寄ったコンビニでゾンビの襲撃に遭う。さらに、そのコンビニに智明と美佐江が一緒に逃げ込んできたことから、みずほは智明の不倫相手が美佐江だと気づく。
街がゾンビに襲撃される様子がテレビに放映されず、外部から封鎖され無政府状態となった街で、みずほ達は「ゾンビに〇〇をやってみた」というタイトルの動画を見つけ、この街を訪れて起死回生を狙うYouTuber・尾崎乏しいの姿を見て、みずほは自らが生きる意味に気づくことになる。

## 登場人物
小池みずほ（こいけ みずほ）
演 - 石橋菜津美
タウン誌のライター。
君島柚木（きみじま ゆずき）
演 - 土村芳
スナックの店員。みずほの友人。
近藤美佐江（こんどう みさえ）
演 - 瀧内公美
地元建設会社の事務員。みずほの友人。
小池智明（こいけ ともあき）
演 - 大東駿介
みずほの夫。
神田くん（かんだくん）
演 - 渡辺大知
コンビニ店員。
広野正一（ひろの しょういち）
演 - 山口祥行
柚木の彼氏。
松田夢（まつだ ゆめ）
演 - 根本真陽
広野の娘。
増田薫（ますだ かおる）
演 - 片山友希
高校生。みずほの妹。
尾崎乏しい（おざき とぼしい）
演 - 川島潤哉
ユーチューバー。
謎のピザ屋（なぞのぴざや）
演 - 阿部亮平
「パラソルピザ」店員。
スナックのママ
演 - 葛城ユキ
スナック「ボヘミアン」のママ。
増田陽子（ますだ ようこ）
演 - 原日出子
みずほの母。主婦。
増田光男（ますだ みつお）
演 - 岩松了
みずほの父。コンビニ店員。

## スタッフ
- 作 - 櫻井智也
- 音楽 - サキタハヂメ、小山絵里奈
- 制作統括 - 松川博敬
- プロデューサー - 尾崎裕和
- 演出 - 梛川善郎、中野亮平、野口雄大
- 制作・著作 - NHK

## 放送日程
| 放送回 | 放送日  | サブタイトル | ラテ欄 | 演出              |
| ------ | ------- | ------------ | ------ | ----------------- |
| 第1回  | 1月19日 |              |        | 梛川善郎          |
| 第2回  | 1月26日 |              |        | 梛川善郎          |
| 第3回  | 2月02日 |              |        | 梛川善郎          |
| 第4回  | 2月09日 |              |        | 中野亮平          |
| 第5回  | 2月16日 |              |        | 野口雄大          |
| 第6回  | 2月23日 |              |        | 中野亮平          |
| 第7回  | 3月02日 |              |        | 梛川善郎          |
| 最終回 | 3月09日 |              |        | 梛川善郎 野口雄大 |

## 関連商品
サウンドトラック
- サキタハヂメ、小山絵里奈『NHK よるドラ「ゾンビが来たから人生見つめ直した件」オリジナル・サウンドトラック』（2019年2月13日配信、NHK出版）